# Erik Elmsäter
Erik Elmsäter   (Estocolm, 7 d'octubre de 1919 - Estocolm, 9 de març de 2006) fou un esquiador i atleta suec que va competir durant les dècades de 1940 i 1950. Nascut com a Erik Pettersson, va canviar el cognom el 1939. Fou el primer esportista suec en disputar els Jocs Olímpics d'Estiu i d'hivern.
El 1948 va prendre part en els Jocs Olímpics d'Hivern de Sankt Moritz, on fou novè en la combinada nòrdica i dinovè en la cursa dels 18 quilòmetres del programa d'esquí de fons. Aquell mateix estiu va prendre part en els Jocs Olímpics d'Estiu de Londres, on guanyà la medalla de plata en la prova del 3.000 metres obstacles del programa d'atletisme, rere Tore Sjöstrand. Quatre anys més tard, als Jocs d'hivern d'Oslo, fou el portador de la bandera sueca durant la cerimònia inaugural i tornà disputar dues proves, però amb uns resultats més discrets que no pas els obtinguts a Sankt Moritz.
En el seu palmarès també destaca una medalla de plata en la prova dels 3.000 metres obstacles del Campionat d'Europa d'atletisme de 1946, rere el francès Raphaël Pujazon. En aquesta mateixa cursa va establir dos rècords del món. Primer el 1943, amb un temps de 9'03.4" i un any més tard amb 8' 59.6", cosa que el va convertir en el primer home en baixar els nou minuts en els 3.000 obstacles. Entre 1943 i 1946 guanyà quatre campionats nacionals en obstacles.
Erik Elmsäter fou un oficial de la infanteria sueca. El 1959 abandonà l'exèrcit i durant els anys seixanta va treballar a la ràdio i la televisió. Fou pare de la periodista Eva Elmsäter.

## Millors marques
- 3.000 metres obstacles. 8' 59.6" (1944)[6]